# 후릉 (고려)
후릉(厚陵)은 고려 제22대 강종의 능이다. 현재 능의 위치를 강화군 근처로 추측하고는 있으나 확실한 위치는 알 수 없다.